# Історія збірної Англії з футболу
Історія національної збірної Англії з футболу починається з першого міжнародного матчу між збірними Англії і Шотландії, що відбувся в 1870 році.
Англія є однією з восьми збірних, яка виграла чемпіонат світу. Це сталося у 1966 році, коли Англія у статусі господаря турніру обіграла у фіналі збірну Західної Німеччини в додатковий час. Наразі, з усіх переможців лише Англія та Франція вигравали тільки домашній чемпіонат світу, всі ж інші переможці вигравали хоча б один трофей в гостях. Окрім перемоги в 1966 році, найвищим досягненням збірної стало четверте місце на чемпіонаті світу в 1990 році. З усіх переможців чемпіонату світу лише Англія ніколи не ставала чемпіоном континенту. Найвищим досягненням збірної були третє місце чемпіонату Європи в 1968 році та півфінал домашнього чемпіонату 1996 року.
Історичним суперником збірної Англії є збірна Шотландії, яка була опонентом у першому міжнародному футбольному матчі 1870 року та в першому офіційному міжнародному матчі 1872 року. Зустрічі між цими двома командами регулярно проводилися до 1984 року у рамках щорічного Домашнього чемпіонату Великої Британії, в якому англійці здобули 54 перемоги проти 41 перемоги збірної Шотландії. Станом на травень 2012 року команди зіграли 110 матчів — Англія виграла 45, Шотландія 41, а 24 були зіграні у нічию. Після закриття турніру, регулярні матчі між збірними припинились і суперництво відійшло на другий план. На його місце вийшли протистояння зі збірними Аргентини (найскандальніша подія — «Рука Бога» у 1986 році) та Німеччини (найрезонансніші події — неоднозначний переможний гол у фіналі чемпіонату світу 1966 року та незарахований чистий гол Англії на чемпіонаті світу 2010 року). З обома збірними станом на травень 2012 року Англія має позитивний баланс перемог — 6 проти 2 при 6 нічиїх з Аргентиною та 12 проти 11 при 5 нічиїх з Німеччиною.

## Ранні роки (1870—1919)

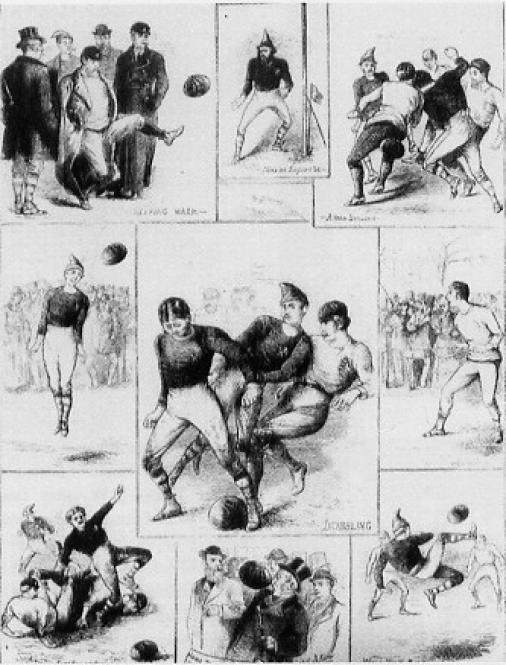
Зображення першого в історії офіційного міжнародного матчу, який був зіграний 30 листопада 1872 між збірними Англії та Шотландії

Збірна Англії разом зі збірною Шотландії є найстаршими національними збірними у світі. Перший матч між цими збірними, організований Футбольною асоціацією Англії, пройшов 5 березня 1870 року і завершився з рахунком 1-1. З того часу до 1872 року відбулося 5 матчів між цими збірними, проте всі вони є неофіційними і не визнані ФІФА.
| Дата              | Місце            | Рахунок |
| ----------------- | ---------------- | ------- |
| 5 березня 1870    | The Oval, Лондон | 1–1     |
| 19 листопада 1870 | The Oval, Лондон | 1–0     |
| 25 лютого 1871    | The Oval, Лондон | 1–1     |
| 17 листопада 1871 | The Oval, Лондон | 2–1     |
| 24 лютого 1872    | The Oval, Лондон | 1–0     |

Матч 30 листопада 1872 року, що завершився з рахунком 0-0, вважається першим офіційним міжнародним футбольним матчем, тому що кожна збірна управлялася незалежно від іншої, на відміну від попередніх матчів, коли Футбольна асоціація Англії контролювала обидві збірні. Крім того, цей матч став першим виїзним матчем збірної Англії і проводився в Глазго. До 1879 року Англія щорічно проводить проти Шотландії міжнародний матч, які стали першими сімома офіційними іграми в історії міжнародного футболу.
З 1879 року Англія почала грати і з іншими збірними, так 18 січня 1879 року відбувся матч проти збірної Уельсу, що завершився перемогою Англії з рахунком 2-1, а 18 лютого 1882 року — проти збірної Ірландії, що завершився з рахунком 13-0. Цей результат є рекордною перемогою збірної Англії за всю історію і рекордною поразкою збірної Ірландії. Ці зустрічі між британськими збірними формалізували створення протягом сезону 1883—1884 щорічного Домашнього чемпіонату Великої Британії, який став першим офіційним міжнародним турніром. З періоду свого створення і до 1914 року в турнірі переважала збірна Англії, яка здобула 19 титулів.
З часу заснування збірної майже 40 років Англія проводила матчі лише з британськими збірними. Частково це було пов'язано з пануванням Великої Британії в міжнародному футболі і проблемами організації континентального турніру через важкість перельотів. І лише 1908 року ФА організувала перший тур команди за межами Британських островів проти команд з континентальної Європи. Англія двічі перемогла збірну Австрії (6-1 та 11-1) і по разу збірні Угорщини (7-0) і Чехії (4-0). У наступному 1909 році Англійська збірна повторила тур до Австро-Угорщини, провівши дві гри проти збірної Угорщини (4-2 та 8-2) і матч проти збірної Австрії (8-1). Ці два тури до Австро-Угорщини є єдиними виїздами збірної Англії за межі Великої Британії до Першої світової війни.
З початком Першої світової війни в 1914 році, міжнародні футбольні матчі збірної Англії були припинені. Відновлення зустрічей відбулося лише 19 жовтня 1919 року в товариському матчі проти збірної Ірландії, який завершився нічиєю 1-1. Щоправда, до цього матчу англійці заграли по дві гри проти Уельсу та Шотландії, проте вони не мали статусу офіційних.

## Міжвоєнний період (1920—1946)
1920-ті роки є одним з найбільш невдалих десятиліть в історії збірної Англії. За цей період їй вдалося лише один раз виграти Домашній британський чемпіонат, поділивши у 1927 році перше місце зі збірною Шотландії. В цей же час збірна фінішувала останньою в турнірі три рази (1924, 1926, 1928). Крім того, зростання напруженості у відносинах між футбольними організаціями Британії і ФІФА призвело до виходу всіх британських збірних зі складу ФІФА в 1928 році, в яку Англія входила з 1906 року. Британські збірні знову повернулися до ФІФА лише 1946 року, в результаті чого Англія не брала участь у чемпіонатах світу аж до 1950 року, хоча і вважалась однією з найсильніших збірних.

Кадр з матчу Англія—Італія, відомішого як «Битва на Хайбері». Еральдо Мондзельйо тримає за шию Теда Дрейка. 14 листопада 1934 року

Через це, для проведення міжнародних матчів збірна змушена була продовжувати практику турне до континентальної Європи. Так, під час поїздки в Іспанію, 15 травня 1929 відбулася перша поразка Англії у матчах проти небританських збірних — збірна Іспанії перемогла з рахунком 4-3.
Найвідомішим матчем збірної Англії міжвоєнного періоду є так звана «Битва на Хайбері» (англ. Battle of Highbury) — товариська гра між збірними Англії та Італії, що відбулась 14 листопада 1934. Італійці за 5 місяців до цього стали чемпіонами світу і дана гра мала стати визначенням фактичного чемпіону світу та найкращої збірної того часу. Сама гра повністю відповідала терміну «битва» — гру супроводжувала велика кількість відвертих грубощів і ряд травм гравців у складі обох збірних, а сам матч став одним із найбрудніших в історії футболу. В підсумку англійцям вдалося перемогти з рахунком 3-2, залишивши за собою неофіційне звання найкращої команди світу.
Іншим відомим матчем англійської збірної став матч 14 травня 1938 року проти збірної Німеччини — англійським гравцям було наказано віддати нацистський салют під час виконання державного гімну Німеччини. Наказ виходив від англійського посла в Німеччині, сера Невілла Хендерсона, якого підтримав Стенлі Роуз, майбутній президент ФІФА, який у той час обіймав пост секретаря Англійської футбольної асоціації. Не бажаючи скандалу, футболісти англійської збірної підкорилися наказу. Сам матч завершився впевненою перемогою англійців з рахунком 6-3
Як і під час Першої світової війні, з початком Другої у 1939 році, міжнародні футбольні матчі в Англії були припинені. Відновлення міжнародних матчів відбулося аж 28 вересня 1946 року товариським матчем проти збірної Ірландії в Белфасті, який завершився перемогою англійців 7-2. Щоправда, протягом війни збірна провела 37 ігор, здебільшого проти збірних Шотландії та Уельсу, проте вони не мали статусу офіційних

## Повоєнний період (1946—1965)

### Чемпіонату світу 1950 року

#### Кваліфікація
Після Другої світової війни ФА погодилася повернутися до складу ФІФА. Ця подія дозволила збірній повернутись на світову арені і, зокрема, взяти участь у кваліфікації до чемпіонату світу 1950 року. Крім того, збірна Англії, яка до того часу керувалась секретарем ФА Стенлі Роузом, створила посаду тренера. Першим тренером збірної Англії став Волтер Вінтерботтом.
Кваліфікацією до першого для Англії чемпіонату світу став Домашній чемпіонат Великої Британії, дві найкращі команди якого потрапляли на мундіаль. Англія перемігши у всіх трьох матчах легко кваліфікувалась у фінальну стадію, яка проходила у Бразилії. 
| М  | Збірна    | І | В | Н | П | ГЗ | ГП | РГ  | О |
| -- | --------- | - | - | - | - | -- | -- | --- | - |
| 1  | Англія    | 3 | 3 | 0 | 0 | 14 | 3  | +11 | 6 |
| 2  | Шотландія | 3 | 2 | 0 | 1 | 10 | 3  | +7  | 4 |
| 3= | Уельс     | 3 | 0 | 1 | 2 | 1  | 6  | −5  | 1 |
| 3= | Ірландія  | 3 | 0 | 1 | 2 | 4  | 17 | −13 | 1 |

| 15 жовтня 1949 | Уельс        | 1 – 4    | Англія                              | Кардіфф, Уельс                                                      |  |
|                | Гріффітс 80' | Протокол | Мортенсен 22' Мілбурн 29', 34', 66' | Стадіон: Нініан Парк Глядачі: 61,079 Суддя: Джек Моватт (Шотландія) |  |
|                |              |          |                                     |                                                                     |  |

| 16 листопада 1949 | Англія                                                                  | 9 – 2    | Ірландія             | Манчестер, Англія                                                 |  |
|                   | Ровлі 6', 47', 56', 58' Фроггетт 25' Мортенсен 35', 50' Пірсон 33', 68' | Протокол | Сміт 55' Бреннан 75' | Стадіон: Мейн Роуд Глядачі: 69,742 Суддя: Мервін Гріффітс (Уельс) |  |
|                   |                                                                         |          |                      |                                                                   |  |

| 25 травня 1950 | Шотландія | 0 – 1    | Англія     | Глазго, Шотландія                                                     |  |
|                |           | Протокол | Бентлі 64' | Стадіон: Гемпден Парк Глядачі: 133,300 Суддя: Реджинальд Ліф (Англія) |  |
|                |           |          |            |                                                                       |  |

#### Основний раунд
25 червня 1950 року провела свій перший в історії матч на чемпіонатах світу — англійці з рахунком 2-0 перемогли збірну Чилі. Проте надії на вдалий результат зникли після двох поразок з однаковим рахунком 0-1 від збірних США та Іспанії. В підсумку Англія здобула 2 очки, обійшовши за різницею м'ячів чилійців та американців, і зайняла друге місце у групі. За регламентом змагань із групи виходив лише її переможець, тому збірна Англії вилетіла з турніру.
| Збірна  | І | В | Н | П | ГЗ | ГП | О |
| ------- | - | - | - | - | -- | -- | - |
| Іспанія | 3 | 3 | 0 | 0 | 6  | 1  | 6 |
| Англія  | 3 | 1 | 0 | 2 | 2  | 2  | 2 |
| Чилі    | 3 | 1 | 0 | 2 | 5  | 6  | 2 |
| США     | 3 | 1 | 0 | 2 | 4  | 8  | 2 |

| 25 червня 1950 | Англія                    | 2 – 0    | Чилі | Маракана, Ріо-де-Жанейро                               |  |
| 15:00 (UTC-03) | Мортенсен 27' Менніон 51' | Протокол |      | Глядачі: 30,000 Суддя: Карел ван дер Меєр (Нідерланди) |  |
|                |                           |          |      |                                                        |  |

| 29 червня 1950 | США         | 1 – 0    | Англія | Індепенденсія, Белу-Оризонті                      |  |
| 18:00 (UTC-03) | Гатьєнс 38' | Протокол |        | Глядачі: 10,000 Суддя: Дженеросо Датілло (Італія) |  |
|                |             |          |        |                                                   |  |

| 2 липня 1950   | Іспанія   | 1 – 0    | Англія | Маракана, Ріо-де-Жанейро                         |  |
| 15:00 (UTC-03) | Сарра 48' | Протокол |        | Глядачі: 74,000 Суддя: Джованні Галеаті (Італія) |  |
|                |           |          |        |                                                  |  |

### Чемпіонат світу 1954 року

#### Кваліфікація
Кваліфікація на наступний чемпіонату світу відбувалася за аналогічною схемою. Англійці знову здобули три перемоги і з першого місця легко кваліфікувались на світовий кубок.
| Місце | Збірна            | І | В | Н | П | ГЗ | ГП | РГ | О |
| ----- | ----------------- | - | - | - | - | -- | -- | -- | - |
| 1     | Англія            | 3 | 3 | 0 | 0 | 11 | 4  | +7 | 6 |
| 2     | Шотландія         | 3 | 1 | 1 | 1 | 8  | 8  | 0  | 3 |
| 3     | Північна Ірландія | 3 | 1 | 0 | 2 | 4  | 7  | −3 | 2 |
| 4     | Уельс             | 3 | 0 | 1 | 2 | 5  | 9  | −4 | 1 |

| 10 жовтня 1953 | Уельс      | 1 – 4    | Англія                            | Кардіфф, Уельс                                          |  |
|                | Олчерч 22' | Протокол | Вілшов 45', 49' Лофтгаус 52', 53' | Стадіон: Нініан-Парк Суддя: Чарльз Фолтлесс (Шотландія) |  |
|                |            |          |                                   |                                                         |  |

| 11 листопада 1953 | Англія                        | 3 – 1    | Північна Ірландія | Ліверпуль, Англія                                |  |
|                   | Гасселл 10', 60' Лофтгаус 75' | Протокол | Макморран 54'     | Стадіон: Ґудісон-Парк Суддя: Роберт Сміт (Уельс) |  |
|                   |                               |          |                   |                                                  |  |

| 3 квітня 1954 | Шотландія           | 2 – 4    | Англія                                       | Глазго, Шотландія                                              |  |
|               | Браун 7' Ормонд 89' | Протокол | Броадіс 13' Ніколлс 50' Аллен 68' Маллен 83' | Стадіон: Гемпден-Парк Суддя: Томас Мітчелл (Північна Ірландія) |  |
|               |                     |          |                                              |                                                                |  |

На чемпіонаті, що проходив у Швейцарії, збірні були розділені на «сіяні» та «несіяні». Кожна з чотирьох груп складалася з двох «сіяних» і двох «несіяних» збірних, які і грали між собою. У групі з «сіяною» Англією грала «сіяна» збірна Італії та «несіяні» збірні Швейцарії та Бельгії. У першому матчі англійці зіграли в овертаймі 4-4 з бельгійцями, а в другому впевнено перемогли швейцарців 2-0 і вийшли з групи з першого місця. Проте в першому ж раунді плей-оф Англії потрапив тодішній чемпіон світу збірна Уругваю. Гра завершилася поразкою збірної Англії з рахунком 2-4 і вильотом з турніру.
| Збірна    | І | В | Н | П | ГЗ | ГП | О |
| --------- | - | - | - | - | -- | -- | - |
| Англія    | 2 | 1 | 1 | 0 | 6  | 4  | 3 |
| Швейцарія | 2 | 1 | 0 | 1 | 2  | 3  | 2 |
| Італія    | 2 | 1 | 0 | 1 | 5  | 3  | 2 |
| Бельгія   | 2 | 0 | 1 | 1 | 5  | 8  | 1 |

| Груповий раунд 17 червня 1954 | Англія                             | 4 – 4 (д.ч.) | Бельгія                                     | Санкт-Якоб Штадіон, Базель |  |
| 18:10 CET)                    | Броадіс 26', 63' Лофтгаус 36', 91' | Протокол     | Ануль 5', 71' Коппенс 67' Дікінсон 94' (аг) | Суддя: Еміль Шметцер (ФРН) |  |
|                               |                                    |              |                                             |                            |  |

| Груповий раунд 20 червня 1954 | Англія                | 2 – 0    | Швейцарія | Ванкдорф, Берн                |  |
| 17:10 (CET)                   | Маллен 43' Вілшов 69' | Протокол |           | Суддя: Іштван Жолт (Угорщина) |  |
|                               |                       |          |           |                               |  |

| Чвертьфінал 26 червня 1954 | Уругвай                                        | 4 – 2    | Англія                 | Санкт-Якоб Штадіон, Базель         |  |
| 17:00 (CET)                | Борхес 5' Варела 39' Скьяффіно 46' Амброїс 78' | Протокол | Лофтгаус 16' Фінлі 67' | Суддя: Карл Еріх Штайнер (Австрія) |  |
|                            |                                                |          |                        |                                    |  |

### Чемпіонат світу 1954 року

#### Кваліфікація
Структура відбору до чемпіонату світу 1958 року була змінена. Англія потрапила у групу до збірних Республіки Ірландії та Данії. Вигравши у трьох з чотирьох ігор, англійці втретє поспіль кваліфікувалися на турнір. У групі англійці зіграли усі три матчі у нічию (2-2 проти збірних СРСР і Австрії та 0-0 проти Бразилії), набравши по три очка зі збірною СРСР. За регламентом турніру в такому випадку збірні мали зіграти додаткову гру, яку радянська збірна виграла з рахунком 1-0 і вийшла в плей-оф. Англійці же були змушені покинути турнір.
У 1960 році відбувся перший чемпіонат Європи. Проте тогочасні футбольні супердержави, такі як Англія, Італія, ФРН, виступили проти організації Євро. Їхнім аргументом було те, що для збірних є вже чемпіонат світу, тому потрібно розвивати щойно створені клубні євротурніри, такі як Кубок чемпіонів і Кубок ярмарків, крім того після важких національних чемпіонатів футболістам влітку потрібен відпочинок. Через це відмовилися грати в першому чемпіонаті Європи тогочасні віце-чемпіони світу збірна Швеції, збірна ФРН, що зайняла четверте місце, збірні Італії, Нідерландів тощо. Серед цих збірних була британська четвірка, яка всім складом кваліфікувалась у фінальну частину останнього мундіалю.
Кваліфікація на чемпіонату світу 1962 року знову пройшла без ускладнень — команда знову перемогла у трьох із чотирьох матчах групи (проти збірних Люксембургу та Португалії) і здобула путівку на фінальний турнір. На чемпіонаті англійці вийшли із групи, але знову вилетіли в першому ж раунді плей-оф. Цього разу збірна Англії програла майбутнім переможцям турніру — збірній Бразилії з рахунком 3-1.
1963 року з команди пішов її багаторічний тренер Волтер Вінтерботтом, з яким збірна здобула 13 перемог у Домашньому чемпіонаті Великої Британії і чотири рази кваліфікувалась на чемпіонати світу, а також була змінена тактика з традиційних 2-3-5 на нову 4-2-4.

## Золотий період (1966—1968)

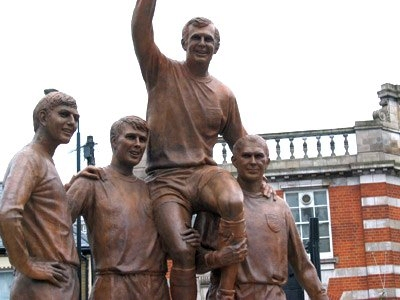
Пам'ятник у Лондоні на честь перемоги збірної у чемпіонаті світу 1966 року. Зліва направо — Джеффрі Херст, Мартін Пітерс, Боббі Мур та Рой Вілсон

У 1963 році збірну очолив Альф Ремзі, тренер «Іпсвіч Таун», який у сезоні 1961/62 сенсаційно став чемпіоном Англії. В збірній Ремзі почав використовувати незвичайну на той час тактичну схему без крайніх півзахисників і нападників, де акцент робився виключно на атакуючу гру в центрі. Збірну Англії за застосування цієї схеми на переможному мундіалі назвали «безкрилим дивом». Відразу по прибутті до збірної, Альф пообіцяв виграти наступний, домашній для англійців, чемпіонат світу. Однак, старт біля керма збірної у Ремзі був невдалий — вже у першому відбірковому раунді до чемпіонату Європи 1964 року англійці вилетіли з боротьби, програвши збірній Франції з рахунком 5-2.

Склади і тактичні схеми збірних Англії та ФРН у фіналі чемпіонату світу 1966 року. 30 липня 1966 року

На чемпіонат світу 1966 року англійці потрапили автоматично як країна господар. У групі, після нульової нічиєї проти збірної Уругваю, Англія виграла з рахунком 2-0 два інші матчі у своїй групі і вийшла в плей-оф з першого місця. У чвертьфіналі англійці потрапили на збірну Аргентини, матч з якою викликав ряд суперечок. Єдиний і переможний гол у матчі на 78 хвилині забив Джеффрі Херст, проте на думку аргентинців м'яч був забитий із офсайду. В підсумку, в Аргентині цей матч був названий «крадіжкою століття» (ісп. el robo del siglo). Попри це Англія вперше у своїй історії пройшла перший раунд плей-оф чемпіонату. У півфінальному матчі Англійці завдяки дублю Боббі Чарльтона обіграли з рахунком 2-1 збірну Португалії і вийшли до фіналу.
У фіналі, що відбувся 30 липня 1966 року, збірна Англії, яка вважалася безумовним фаворитом, зустрілася із збірною ФРН. Рахунок на 12-й хвилині відкрив нападник німецької команди Гельмут Галлер, який вже через шість хвилин зрівняв Джеффрі Херст. Рівновага зберігалася до 78-ї хвилини, коли Мартін Пітерс забив у ворота ФРН другий гол. Але німці за 40 секунд до закінчення основного часу зрівняли рахунок. Гол забив Вольфганг Вебер. У додатковий час стався епізод, суперечки навколо якого тривають і донині. Під час однієї з атак господарів Херст потужно пробив по воротах. М'яч, влучивши в поперечину, відбився чи то на лінії, чи то за нею і відскочив у поле. Швейцарський суддя Готтфрід Дінст після наради з лінійним арбітром, радянським арбітром Тофіком Бахрамовим, зафіксував взяття воріт. На останній хвилині Херст забив четвертий гол у ворота німців, встановивши фінальний рахунок 4-2. Таким чином, Херст став першим і єдиним футболістом, якому вдалося зробити хет-трик у фінальному матчі світової першості. Капітан англійців Боббі Мур отримав з рук королеви Єлизавети ІІ кубок Жюля Ріме. Лише згодом інженерний відділ Оксфордського університету провів дослідження щодо третього голу англійців, за результатами якого прийшов до висновку, що м'яч не перетнув лінію воріт повністю, і до гола цей удар відділяло 6 см.
У 1968 році в статусі чемпіонів світу, Англія вперше вдалося кваліфікуватися на чемпіонат Європи. Результати групового раунду були сформовані шляхом комбінації результатів чемпіонатів Великої Британії 1967 і 1968 років, в якому англійці опинились на першому місці. У раунді плей-оф кваліфікації англійці двічі перемогли (1-0 та 2-1) господарку турніру збірну Іспанії (в цей час ще не існувало правила обов'язкової кваліфікації на турнір господаря турніру), здобувши історичну путівку. На самому турнірі, в якому брали участь чотири збірних, збірна Англія в першому ж матчі поступилася збірній Югославії рахунком 1-0 і змушена була грати у матчі за третє місце. У цій грі англійці впевнено перемогли збірну СРСР з рахунком 2-0 і здобули третє місце та бронзові нагороди турніру. Цей результат у дебютному для себе чемпіонаті Європи став найкращим досягненням збірної і не побитий до нашого часу.

## Втрата світового лідерства (1968—1974)

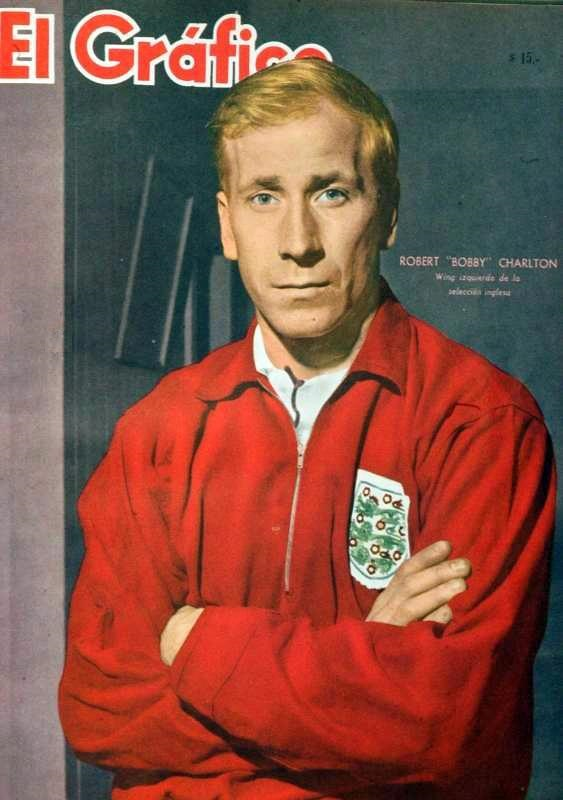
Боббі Чарльтон — гравець збірної Англії у 1958—1970 роках. Найкращий бомбардир збірної за всю історію. Обкладинка журналу El Gráfico. 1962 рік

На чемпіонат світу 1970 року англійці кваліфікувалися як переможці попереднього мундіалю. У групі збірна Англії перемогла з рахунком 1-0 збірні Чехословаччини та Румунії і мінімально поступилася збірній Бразилії, майбутнім переможцям турніру, що дозволило англійцям вийти в плей-оф з другого місця. В першому ж раунді відбулася зустріч фіналістів попереднього чемпіонату світу — збірна Англії до 50 хвилини забила два сухих м'ячі, проте футболісти ФРН не здалися і зусиллями Франца Бекенбауера (69 хв.) та Уве Зеелера (82 хв.) перевили гру в овертайм, де Ґерд Мюллер на 108 хвилині забив вирішальний м'яч і вибив збірну Англії з турніру.
Євро-1972 дав ще гірші результати — збірна не змогла пройти кваліфікацію, програвши в раунді плей-оф збірній ФРН (1-3 і 0-0), яка стала переможцем турніру. Це змушувало гравців збірної та тренера реабілітовуватись на наступному чемпіонат світу 1974 року. Кваліфікація на мундіаль стала першою для багатьох футболістів, позаяк Англія не проходила її з 1962 року (у 1966 році англійці були господарями турніру, а у 1970 — кваліфікувалися як переможці). Англійці вдало розпочали кваліфікацію, де перемогли та зіграли в нічию за збірною Уельсу (1-0 та 1-1), проте в третьому матчі поступились у Хожуві збірній Польщі з рахунком 2-0. Три місяці по тому Польща легко перемогла Уельс з рахунком 3-0. Це означало, що тільки перемога на «Вемблі» проти поляків дозволяла збірній Англії вийти з групи. Матч завершився з рахунком 1-1, одним з героїв поєдинку став польський воротар Ян Томашевський. Збірна Польщі потрапила на чемпіонат світу, де здобула бронзові медалі, а збірна Англії вдруге поспіль не потрапила на міжнародний турнір. Через це багатолітній тренер збірної Альф Ремзі подав у відставку. Його останнім матчем на тренерському містку англійської збірної стала товариська зустріч з португальцями 3 квітня 1974 року, що завершилася з рахунком 0-0.

## Реконструкція збірної (1974—1982)

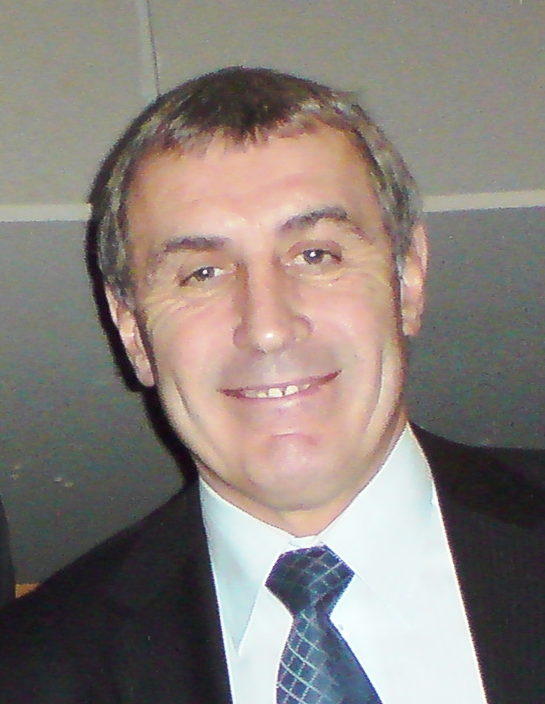
Пітер Шилтон — гравець збірної Англії у 1970—1990 роках. Рекордсмен за кількістю матчів складі збірної за всю історію. Фото 2008 року

Після відставки Альфа Ремзі виконувачем обов'язків тренера збірної Англії став Джо Мерсер. Під його керівництвом збірна виграла Домашній чемпіонат Великої Британії 1974 року, проте новим тренером став менеджер «Лідс Юнайтед» Дон Реві, з яким клуб у 1969 році вперше в своїй історії став чемпіоном Англії, а Реві у 1970 році був визнаний найкращим тренером. З новим тренером збірна добре розпочала кваліфікаційний раунд до Євро-1976 — англійці здобули впевнену перемогу з рахунком 3-0 над одним із лідерів тогочасного європейського футболу збірною Чехословаччини, після чого зіграли у нічию 0-0 проти збірної Португалії та двічі обіграли збірну Кіпру (5-0 та 1-0). Завдяки цьому за два тури до завершення групового турніру, збірна Англії знаходилася на першому місці в групі. Проте провальні два останні матчі (1-2 проти Чехословаччини та 1-1 проти Португалії) дозволили збірній Чехословаччини в підсумку зайняти перше місце в групі й вийти в переможний для раунд плей-оф кваліфікації. На самому турнірі чехословаки стали чемпіонами Європи.
У відборі до чемпіонату світу 1978 року збірній Англії знову не вдалося продемонструвати вдалої гри. Англійці програли з рахунком 2-0 збірній Італії, головному конкуренту на вихід з групи. До того ж, 4 червня 1977 року збірна Англії зазнала поразки 1-2 на «Вемблі» в Домашньому чемпіонаті від Шотландії. Відразу після нього команда вирушила в турне Південною Америкою, а Реві поїхав у Гельсінкі, щоб переглянути гру між збірними Фінляндії та Італії, суперниками по кваліфікації. Але зібрана Доном інформація не знадобилася — після того як збірна Англії тричі зіграла за океаном внічию і повернулася додому, її тренером призначили Рона Грінвуда.
Перед новим тренером стояла задача виправити положення у кваліфікації, проте навіть незважаючи на перемогу 2-0 над італійцями., збірна Англії залишилася на 2 позиції, маючи гіршу різницю забитих і пропущених м'ячів.
У 1980 році збірна Англії вперше за 10 років змогла вийти великий міжнародний турнір. Ним стало Євро-1980, у кваліфікації до якого англійці виграли 7 з 8 матчів, здобувши впевнене перше місце у групі. Але на самому турнірі Англія посіла лише третє місце в групі. Єдиною перемогою англійців на турнірі стала остання гра проти збірної Іспанії (2-1), яка вже нічого не вирішувала.
Відбірковий раунд до чемпіонату світу 1982 року став для збірної Англії дуже важким. Вона програла три виїзних поїдинки з однаковим рахунком 1-2 збірним Румунії, Швейцарії та Норвегії, проте все ж змогла, завдяки великій кількості нічиїх у матчах між суперниками, зайняти друге місце (після збірної Угорщини) і кваліфікуватися на турнір.. На самому турнірі англійці блискуче пройшли перший груповий раунд, перемігши збірні Франції Мішеля Платіні (3-1), Чехословаччини Антоніна Паненки (2-0) та Кувейту (1-0), що на той момент була діючим чемпіоном Азії. Проте в другому груповому раунді збірна не показала виразної гри і зіграла обидва матчі в суху нічию. Через що англійці, вкотре в своїй футбольній історії, пропустили в наступний раунд збірну ФРН, яка спромоглася перемогти господарів турніру іспанців. Відразу після цього тренер англійців Рон Грінвуд подав у відставку

## Тренерство Боббі Робсона (1982—1990)
У 1982 році, не вражена виступами національної збірної, Англійська футбольна асоціація звільнила Рона Грінвуда і запросила на тренерський місток Боббі Робсона. Його кандидатура, після виграшу з «Іпсвіч Таун» у 1981 році Кубку УЄФА, навіть не обговорювалася. Проте старт у збірній для Боббі не склався — у кваліфікації до Євро-1984 для англійців стала сюрпризом гра збірної Данії, яка в першому ж турі зуміла зіграти з ними в нічию 2-2, а через рік на «Вемблі» здобути перемогу 1-0. Незважаючи на 5 перемог у матчах з іншими суперниками, а також 23 забиті м'ячі, збірна Англії здобула на очка менше за данців і не кваліфікувалася на Євро-1984.
Крім того, в 1984 році збірна Англії заявила, що не буде брати участь у Домашньому чемпіонаті Великої Британії, якому саме цього року виповнилося рівно 100 років. Головною причиною відмови англійців стало падіння інтересу до турніру, а також масові безпорядки фанів на трибунах. Так 1981 року турнір взагалі не був завершений. 5 травня 1981 року помер в процесі голодування член ІРА Боббі Сендс, що спричинило масштабні заворушення націоналістів у Белфасті. Збірні Англії та Уельсу відмовились через неспокійну ситуацію приїздити до Північної Ірландії і результати турніру були сксасовані. На заміну закритому турніру прийшов кубок Роуза (англ. Rous Cup), в якому брали участь лише збірні Англії та Шотландії, а з 1987 року почали запрошуватись і південноамериканські гості. Проте турнір не набув популярності і також був закритий у 1989 році.
Щоправда вже 1985 року збірна Англії змушена була їхати до Північної Ірландії на матч в рамках відбіркового раунду чемпіонату світу 1986 року, який англійці виграли з рахунком 1-0, здобувши третю перемогу поспіль на старті кваліфікації з різницею м'ячів 14-0. Щоправда після цього збірна знизила темп і в п'яти матчах, що залишались виграли лише одного разу, а інші чотири звела у нічию. Попри це обидві британські команди кваліфікувались на мундіаль. На турнірі англійці у дебютному матчі програли збірній Португалії 0-1, після чого зіграли в нічию зі збірною Марокко 0-0. Проте, завдяки хет-ріку Ґарі Лінекера, розгромили з рахунком 3-0 збірну Польщі і вийшли з другого місця в раунд плей-оф, де в 1/8 фіналу з таким же рахунком перемогли збірну Парагваю. Два м'ячі забив Ґарі Лінекер, який в підсумку став найкращим бомбардиром чемпіонату.
В 1/4 фіналу чемпіонату світу англійцям в суперники потрапила збірна Аргентини. Гра мала не тільки спортивний підтекст: за 4 роки до чемпіонату світу Аргентина і Велика Британія воювали за Фолклендські (Мальвінські) острови, через що на трибунах та за її межами відбулися зіткнення вболівальників, які пам'ятали ці події. Матч проходив 22 червня на стадіоні «Ацтека» в Мехіко. На 51-й хвилині Дієго Марадона відкрив рахунок. Стів Ходж невдало відбив м'яч на свого воротаря Пітера Шилтона, і Марадона, який поступався голкіперу в зрості на 20 см, своєю лівою рукою, випередивши воротаря, забив гол. Арбітр зустрічі тунісець Алі Бен-Насер порушення правил не зафіксував. Цей гол викликав бійку на трибунах, в якій англійські вболівальники напали на аргентинських. Після гри Дієго сказав: «Я не торкнувся м'яча, це була рука Бога» (ісп. Yo no la toqué, fue la mano de Dios), через що цей гол і став називатись «Рука Бога». Відео- і фотоматерали, які були показані по телеканалам і в газетах у всьому світі, засвідчили, що гол справді було забито рукою. У зв'язку з чим тренер збірної Англії Боббі Робсон назвав його «Рукою шахрая» (англ. The Hand of a Rascal).
Вже через кілька хвилин після першого м'яча Дієго забив ще один гол. Він обіграв послідовно 6 англійських гравців (Гаррі Стівенса, Пітера Ріда, Стіва Ходжа, Террі Бутчера, голкіпера Пітера Шилтона і Террі Фенвіка), після чого закотив м'яч у порожні ворота. Пізніше, в 2002 році, цей гол назвали найкращим в історії чемпіонатів світу, завдяки чому він отримав назву Гол століття (англ. Goal of the Century). В кінці матчу Ґарі Лінекер відіграв один м'яч, забивши шостий гол на турнірі, проте з таким рахунком матч і завершився, через що збірна Англії була змушена покинути турнір, а Аргентина продовжила боротьбу і здобула титул чемпіонів світу.

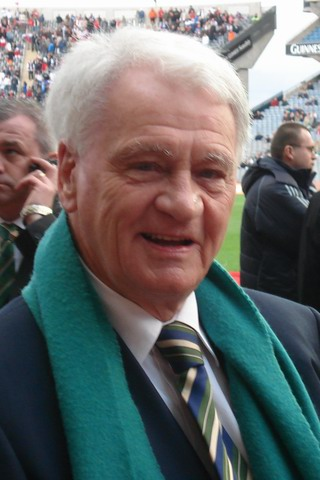
Боббі Робсон — тренер збірної Англії у 1982—1990 роках. Фото 28 березня 2007 року

Наступного року збірна Англії дуже впевнено пройшла відбірковий цикл до Євро-1988 (5 перемог і 1 нічия в 6 матчах при різниці м'ячів 19-1) і вважалася одним з фаворитів чемпіонату Європи у ФРН. У першому матчі чемпіонату англійці зустрічалися з командою Ірландії і досить несподівано поступилися 0-1 — на 6-й хвилині ударом головою відзначився ірландець Рей Хафтон. У другій грі в групі зустрічалися невдахи першого туру англійці і голландці (останні поступилися в стартовому матчі 0-1 збірній СРСР). На початку першого тайму після помилки Рональда Кумана в штангу влучив Лінекер, потім зі штрафного в ту ж штангу влучив Гленн Ходдл. У самому кінці першого тайму рахунок після пасу Рууда Гулліта відкрив форвард «помаранчевих» Марко ван Бастен. На початку другого тайму капітан англійців Брайан Робсон з передачі Лінекера зрівняв рахунок, але на 71-й і 75-й хвилинах ван Бастен забив ще двічі, принісши перемогу Нідерландам. Після двох турів англійці позбулися всіх шансів на вихід з групи, і в останньому матчі поступилися збірній СРСР 1-3. Після цього провалу Боббі Робсон була розкритикований британською пресою, і після нічиєї 1-1 в товариському матчі з Саудівською Аравією, одна з британських газет вийшла під заголовком: «В ім'я Аллаха, йди» (англ. In the name of Allah, go). Після цього Робсон подав у відставку, проте вона була відхилена керівництвом асоціації.

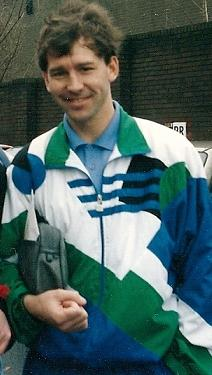
Браян Робсон — гравець збірної Англії у 1980—1991 роках та ї багаторічний капітан. Фото 1992 року

Негаразди збірної продовжувались. Так, путівку на наступний чемпіонат світу Англія отримала в самий останній момент, як найкраща збірна серед тих, що зайняли друге місце в відбірковій групі. Нова хвиля критики обрушилася на Бобі Робсона після того, як збірна в першому ж матчі мундіалю зіграла в нічию Ірландією, а в наступному турі 0-0 за збірною Нідерландів. Таблоїди англії рясніли заголовками «Повертайтеся додому!». Проте англійці зуміли переламати ситуацію. Після другого туру у всіх 4 команд були абсолютно рівні показники — по 2 нічиї, 1 по забитому і 1 пропущеному м'ячу. У заключному матчі групового етапу англійці мали зустрітися зі збірною Єгипту. Єдиний гол у матчі забив головою захисник англійців Марк Райт після навісу зі штрафного Пола Гаскойна. Ця перемога принесла Англії перше місце в групі, так як в паралельному матчі голландці та ірландці зіграли внічию 1-1. В плей-оф збірна Англії двічі поспіль перемагала лише в додатковому часі, проте все ж дісталась півфіналу, де їй випало зіграти зі своїми непримиренними суперниками — збірною ФРН. На боці німців було те, що вони і в 1/8 і в 1/4 фіналу зуміли виграти свої матчі в основний час, тоді як англійцям довелося обидва рази грати по 120 хвилин. Рахунок на туринському стадіоні «Делле Альпі» був відкритий лише через годину ігрового часу. На 60-й хвилині захисник англійців Стюарт Пірс збив на підступах до свого штрафного півзахисника німців Томаса Хесслера. Після виідкидки м'яча удар «на силу» завдав захисник Андреас Бреме, але м'яч зрикошетив від Пола Паркера і по високій дузі опустився за спиною Шилтона, зо трохи вийшов з воріт. Англійці відігралися через 20 хвилин — Паркер навісив у штрафну, де невдало зіграв Юрген Колер, м'яч підібрав Лінекер і забив свій 4-й гол на турнірі. Англійцям втретє в плей-оф довелося грати додаткові 30 хвилин. У додатковий час рахунок так і не змінився, і для виявлення переможця довелося пробивати післяматчові пенальті. Для збірної Англії це була перша серія пенальті за всю її історію. В ній англійці поступилася з рахунком 3-4 і були змушені задовольнятися лише матчем за третє місце. Саме після цієї гри Лінекер сказав свою знамениту фразу «Футбол — проста гра. 22 людини ганяються за м'ячем 90 хвилин, а в кінці перемагають німці» (англ. Football is a simple game; 22 men chase a ball for 90 minutes and at the end, the Germans win.), а Боббі Робсон провокаційно підмітив: «Ми, англійці, погано б'ємо пенальті після гри, не тому, що ми не вміємо їх бити, просто ми в Англії звикли грати до кінця, поки переможець не буде визначений після завершення гри, а не в результаті лотереї». У грі за 3-е місце англійці в Барі зустрілися з господарями турніру збірною Італії. Рахунок у матчі був відкритий на 70-й хвилині, коли після грубої помилки Шилтона відзначився Роберто Баджо. Англійці відповіли через 10 хвилин — Тоні Доріго навісив з лівого флангу, а Платт пробив головою в дев'ятку. Але через 5 хвилин італійці знову вийшли вперед. Пол Паркер збив в карному майданчику Сальваторе Скіллачі, і сам постраждалий реалізував 11-метровий, забивши свій 6-й м'яч, завдяки чому найкращим бомбардиром турніру. За решту часу англійці відігратися не змогли. Цей матч став 125-м і останнім в збірній для Пітера Шилтона, що досі є абсолютним рекордом збірної Англії. Покинув команду після 8 років і тренер Боббі Робсон, який подарував Англії 4-е місце — найкращий в історії англійців результат на чемпіонатах світу без врахування домашнього переможного мундіалю.

## Нестабільність 1990-х

Обкладинка таблоїда The Sun з зображенням «ріпоголового» Грема Тейлора, тренера збірної Англії

Наступним тренером збірної став тренер «Астон Вілли» Грем Тейлор, з якою він 1990 року став віце-чемпіоном Англії. У відбірковому турнірі до Євро-1992 збірна грала не в дуже складній групі разом зі збірними Ірландії, Польщі і Туреччини. Проте підопічні Тейлора виграли лише три матчі, два з яких у явного аутсайдера збірної Туреччини, а інші три звели внічию, але з вісьмома очками все-таки вийшли в фінальну частину. Там англійці провалилися, здобувши всього два очка і останнє місце в групі. Крім того, під час останньої гри на турнірі проти збірної Швеції, яку англійцям треба було обов'язково вигравати, на 60 хвилині за рахунку 1-1, Тейлор замінив найкращого бомбардира збірної Гарі Лінекера на Алана Сміта, що зіграв лише 12 матчів і забив 2 голи. На думку ряду журналістів Тейлор зробив це для того, щоб Лінекер не зміг зрівнятися за кількістю голів за збірну з Боббі Чарльтоном. Дана подія спричинила ряд негативних статей щодо Тейлора у бринатській пресі, зокрема популярний англійський таблоїд The Sun назвав його «ріпоголовим» (англ. Turnip Head) і помістив на обкладинку газети колаж, де Грем Тейлор був зображений з головою ріпи.
Зв'язок Тейлора з пресою був частково відновлений, коли він визнав свої помилки через кілька тижнів після фіналу. Проте це тривало недовго. Збірна Англії повністю провалила кваліфікацію до чемпіонату світу 1994 року — вона програла виїзні матчі проти збірних Нідерландів та Норвегії, головних конкурентів за вихід із групи, а в домашніх матчах спромоглася зіграти з ними лише в нічиї. Через це Англія втрете і, наразі, востаннє в своїй історії не змогла кваліфікуватися у фінальну частину мундіалів, а тренер Грем Тейлор подав у відставку відразу після завершення кваліфікації.

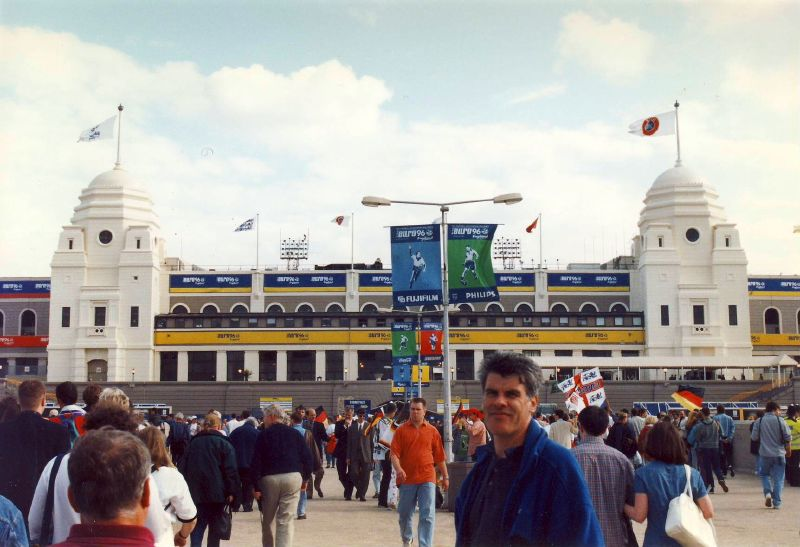
Стадіон «Вемблі» напередодні півфінального матчу збірної Англії на Євро-1996 проти збірної Німеччини

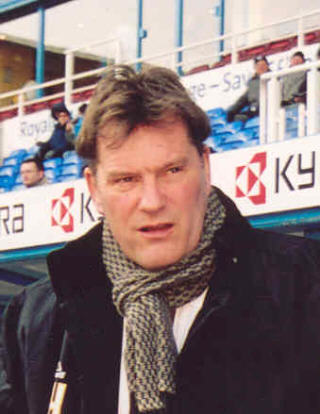
Ґленн Годдл — гравець (1979—1988) та тренер (1996—1999) збірної Англії

Новим тренером збірної став Террі Венейблс, який свого часу тренував «Барселону» та «Тоттенгем Готспур». Новий тренер мав перевагу, так як Євро-1996 було для англійців доманшім, що дозволяло Венейблсу награвати склад без хвилювання за результат. Так збірна поповнилася радом таланавитих молодих гравців, таких як Роббі Фаулер, Стів Макманаман, Даррен Андертон, Гарі Невілл та ін., які в компанії з ветеранами Полом Гаскойном, Стюартом Пірсом, Девідом Платтом, Тоні Адамсом та іншими створили колектив, який досить відрізнявся від того, що зазнав фіаско роки тому. Щоправда, місцеві вболівальники побоювалися, що лідери збірної Пол Гаскойн і Алан Ширер вже не ті, що раніше. Однак тренер Террі Венейблс викликав обох на турнір, не зважаючи на те, що Ширер не забивав за збірну протягом 21 місяця. Нагорода за довіру не змусила себе чекати — Ширер приніс господарям нічию з рахунком 1:1 у першому матчі зі швейцарцями, а потім вивів збірну Англії вперед у переможному матчі зі збірною Шотландії — 2:0. Другий м'яч у ворота шотландців забив Гаскойн. Отримавши дальній пас від Даррена Андертона, «Газза» лівою ногою перекинув м'яч через Колліна Хендрі, а потім з льоту пробив точно в нижній кут. В динаміці епізоду гол виглядів шедевром. Він був важливим іще й тим, що Гаскойн забив його не кому-небудь, а Шотландії. В підсумку цей гл став одним із найкрасивіших на чемпіонатах європи. У третій зустрічі англійці розгромили Нідерланди з результатом 4:1 завдяки дублям Ширера і Тедді Шерінгема. Перший матч плей-оф проти Іспанії став скандальним. Французький арбітр Марк Батта не зарахував два чистих голи і не поставив пенальті у ворота господарів турніру, чим викликав гнів іспанських вболільників. Зарахованих голів у цьому матчі не було і все вирішила серія пенальті, де вдалішим були англійці 4-2. Ця перемога в післяматчових пенальті стала першою і, наразі, єдиною.. У півфіналі англійцям довелося грати із збірною Німеччини. Господарі турніру відверто були не раді такому жеребу. Ще були свіжі в пам'яті спогади про півфінал чемпіонату світу 1990 року. До того ж, англійцям, як господарям, довелося вперше надягати незвичні сірі футболки. Після «рідних» червоних ці навівали депресивні настрої. Господарі швидко відкрили рахунок — Ширер забив гол вжена 3 хвилині поєдинку, але німці вже на 16 хвилині його зрівняли — відзначився ветеран Штефан Кунц. В овертаймі вперше на чемпіонатах Європи діяло правило золотого голу, тому команди більше думали про захист власних воріт ніж про напад, через що рахунок так і не був змінений. В серії пенальті промах Гаррета Саутгейта дозволив німцям виграти з рахунком 6-5 і вивів їх у фінал.
Повторивши найкраще досягнення збірної Англії на чемпіонатах Європи, Террі Венейблс покинув команду. Згодом Алан Ширер так охарактеризував його тренерський внесок: «Найкращою збірною Англії у якій я грав була Англія під керівництвом Террі Венейблса напередодні Євро-1996. Знання Террі і тактичні ноу-хау були дуже вдалі, він знав як отримати максимум від нас. Ми відповіли йому, вірили в нього і грали у чудовий футбол на цьому турнірі»
Новим тренером збірної став Ґленн Годдл, який лише минулого року завершив ігрову кар'єру в «Челсі», а у 1979—1988 роках захищав кольори збірної. Він відразу почав кардинальні зміни у збірній, так капітанську пов'язку, якою останнім часом володів Тоні Адамс, він передав Алану Ширеру, крім того став широко використовувати молодих гравців, у тому числі «золоту молодь Манчестер Юнайтед», тріо півзахисту Пол Скоулз, Нікі Батт і Девід Бекхем та центральні захисники Ріо Фердинанд і Сол Кемпбелл, які 1997 року без зірок і досвіду несподівано виграли чемпіонат Англії. Крім того Годдл широко практикував екстрасенсорику. Він запрошував на тренування національної команди екстрасенса Ейлін Друрі, яка, за його словами, покращує фізичний стан футболістів на 20 відсотків, а на сам мундіаль приїхав і встановив «магічні кристали» відомий естрасенс Урі Геллер. Ці всі зміни дали результат — збірна кваліфікувалася з першого місця на чемпіонату світу 1998 року, незважаючи на домашню поразку 0-1 від основного конкурента збірної Італії на початку відбору. Протягом турніру італійці примудрилися зіграти в нічию зі збірними Грузії та Польщі, завдяки чому англійці, які виграли всі свої інші ігри, перед останнім матчем, де зустрічались претенденти на перше місце, випереджала італійців на одне очко. Гра, в якій шанси забити мали обидві збірні, завершився з рахунком 0-0, який вивів англійців у фінальний раунд мундіалю. В тому ж 1997 році збірна Англії вдало виступила на Французькому турнірі 1997 року, де вона стала переможцем, обігравши італійців (2-0) та господарів майбутнього чемпіонату французів (1-0). Поразка в третьому матчі 0-1 від збірної Бразилії вже не могла змінити розстановку місць в таблиці і принесла англійцям золоті медалі турніру.
На чемпіонат світу у Франції замість лідера збірної Пола Гаскойна, який славився пристрастю до міцних напоїв, Годдл взяв 18-річного форвард з «Ліверпуля» Майкл Оуен. Через це, ще до початку турніру, тренер отримав численні несхвальні відгуки англійських спортивних журналістів і вболівальників. Сам же чемпіонат збірна Англії розпочала з перемоги над збірною Тунісу — 2:0, але в другому матчі зазнала несподіваної поразки від команди Румунії — 1:2. Перемігши в третьому матчі збірну Колумбії — 2:0, команда Ходдла вийшла до однієї восьмої фіналу з другого місця в групі, де на неї чекала принципова гра проти збірної Аргентини. Вже на 6-й хвилині у ворота Девіда Сімена був призначений пенальті, який реалізував Габріель Батістута. Але через чотири хвилини пенальті бив вже Алан Ширер і зрівняв рахунок. Ще через 6 хвилин дивовижний гол забив Майкл Оуен, який сам пройшов з м'ячем майже половину поля. На самому початку другого тайму аргентинець Хав'єр Санетті зрівняв рахунок, а вже через хвилину англійці залишилися вдесятьох після видалення Девіда Бекхема. Проте попри це Алан Ширер навіть забив гол, який не був зарахований, а в іншому епізоді данський арбітр Кім Мілтон Нільсен не помітив, що аргентинський захисник у штрафному майданчику зняв м'яч з голови того ж Ширера рукою. Основний і додатковий час гри так і закінчився, а в серії післяматчевих пенальті з рахунком 4-3 перемогли аргентинці. Незважаючи на прикрий виліт збірної, гру збірної було визнано вдалою і Ґленн Годдл продовжив роботу.

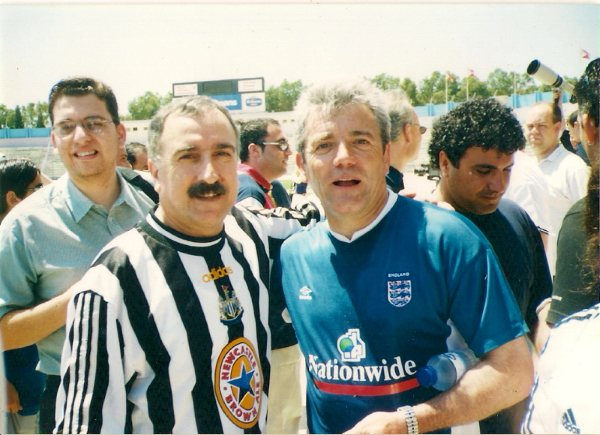
Кевін Кіган (ліворуч) у формі тренерського штабу збірної Англії

Збірна Англії невдало розпочала відбірний турнір чемпіонату Європи 2000 року, отримавши в перших двох турах лише одне очко. Протягом всього турніру Англія досить невиразно виступала і в 8 матчах здобула лише 3 перемоги. Попри це, англійці обійшли за різницею м'ячів збірну Польщі і зайняли друге місце в групі, яке дозволяло зіграти в стикових матчах. Там їм випала збірна Шотландії, яку збірна Англії в першому матчі завдяки дублю Пола Скоулза на виїзді перемогла з рахунком 2-0. В матчі-відповіді на «Вемблі» англійці несподівано поступились сусідам з рахунком 0-1, але все одно кваліфікувались на Євро-2000. Проте, незважаючи на достатньо вдалі результати збірної протягом останніх трьох років, завершував відбір збірної і керував нею на турнірі вже інший тренер. Керівникам Футбольної асоціації Англії не подобалися самі тренерські принципи Годдла: він будував команду на основі колективних дій і зовсім не вважав, що футбольним зіркам автоматично гарантовано місце в складі на гру. Формальним приводом для відставки послужило інтерв'ю Годдла, яке він дав газеті The Times: «У вас і в мене по дві руки, дві ноги і дві половинки мозку. Деякі позбавлені цього від народження, бо карма залежить від попереднього життя. Що посієш, те й пожнеш».
Кевін Кіган, який був назначений у 1999 році тренером збірної і вивів її на турнір, не зміг з командою показати результат на Євро-2000. В першому матчі англійці вели з рахунком 2-0 проти збірної Португалії, проте примудрилися програти з рахунком 2-3. В наступному поєдинку англійці зустрічалися зі збірною Німеччини і перемогли 1-0 своїх традиційних суперників вперше за шість останніх матчів. В третьому вирішальному матчі групи англійці зустрічалися зі збірною Румунії і мали дуже високі шанси на продовження боротьби — острів'янам для виходу з групи достатньо було зіграти в нічию, крім того, перший тайм завершився з рахунком 2-1 на їх користь. Проте вже на початку другого тайму Дорінел Мунтяну зрівняв рахунок, який тримався майже до завершення матчу. На 88-й хвилині захисник збірної Англії Філ Невілл сфолив у своїй штрафній на Віорелі Молдовані і Румунія отримала право на пенальті, який упевнено реалізував Йонел Ганя. Цим голом Йонел приніс своїй збірній перемогу з рахунком 3:2 і вихід в чвертьфінал, а англійці змушені були покидати турнір. Попри це, Кіган продовжив працювати зі збірною, проте вже 7 жовтня 2000 року в першому ж матчі кваліфікації на чемпіонат світу 2002 року збірна Англії зазнала поразки 0-1 від збірної Німеччини. Відразу після гри Кіган подав у відставку. На прес-конференції він заявив: «Ясно, що щось іде не так, але що — я зрозуміти не можу. Мабуть, я не відповідаю тій кваліфікації, яка вимагається в цій роботі». У зв'язку з цим Говард Вілкінсон, тренер англійської молодіжки, був екстрено призначений в. о. тренера збірної Англії. Під його керівництвом збірна провела лише один матч — 11 жовтня в Гельсінкі англійці зіграли внічию 0-0 зі збірною Фінляндії і опинились на останньому місці в групі. Останнім матчем 2000 року для англійців стала товариська гра проти збірної Італії, перед якою новим в. о. тренера збірної Англії було поставлено Пітера Тейлора. Попри це, англійці всеодно програли з рахунком 0-1. Після цього матчу керівництво ФА стало думати про призначення іноземного тренера.

## Тренерство Свена-Йорана Ерікссона (2001—2006)
Вже в кінці 2000 року функціонери Футбольної асоціації Англії на чолі з президентом Адамом Кроз'єром визначили коло претендентів на посаду тренера збірної. Ними стали Свен-Йоран Ерікссон з «Лаціо», Арсен Венгер з «Арсеналу» і Рой Ходжсон з «Копенгагена»). Шанси Ерікссона були найвищі, незважаючи на заяви президента «Лаціо» Сержіо Краньотті, що він не відпустить найуспішнішого за всю історію римського клубу тренера. Проти призначення іноземного тренера виступали ряд журналістів, вболівальників і, навіть, футболістів. Так, Боббі Чарльтон назвав запрошення іноземного фахівець жахливою помилкою і його підтримав Пол Гаскойн. Але у ідеї запрошення іноземного тренера теж виявилося безліч прихильників. Приміром, ними стали англійський чемпіон світу Аллан Маллері та капітан збірної у 1990 році Террі Батчер.

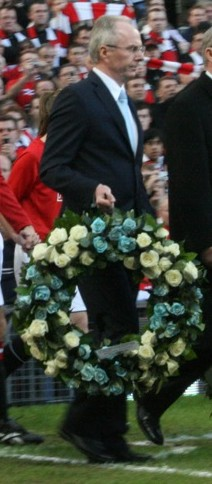
Свен-Йоран Ерікссон — перший іноземний тренер збірної Англії у 2001—2006 роках

В підсумку 30 жовтня 2000 року Футбольна асоціація Англії заявила, що угода з Ерікссоном досягнуто. За інформацією італійських інформаційних агентств, швед підписав з ФА 5-річний контракт із зарплатою 2,6 млн фунтів на рік. А посаду він почне обіймати після того, як закінчиться термін дії його контракту з «Лаціо» 1 липня 2001.. Проте останній сезон Ерікссона в італійському клубі, з яким минулого року він виграв чемпіонат і кубок Італії, не вдався. На січень 2001 року столичний клуб вже відставав від лідера на 11 очок, вибув з національного кубку, а в Лізі чемпіонів команда програла два матчі поспіль на старті другого групового етапу. Тому вже взимку швед подав у відставку і прийняв збірну Англії набагато раніше ніж планувалося, ще до першого її матчу в новому році. Таким чином він став першим в історії неанглійцем, який очолив збірну країни.

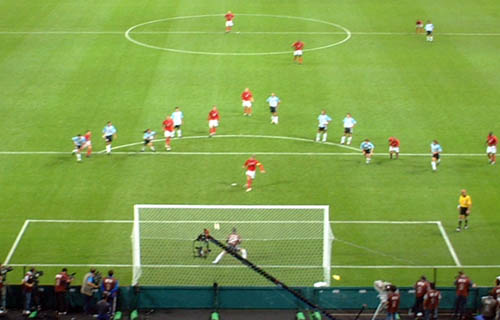
Гол Девіда Бекхема з пенальті у ворота збірної Аргентини в груповому раунді чемпіонату світу 2002 року. Саппоро, 7 червня 2002 року

З дебютного матчу нового тренера з'явилася надія, що збірна таки зможе виправити свій невдалий старт в кваліфікації. У товариській грі англійці розгромили збірну Іспанії 3-0. Сподівання не були марними — англійці в кваліфікації виграли 5 матчів поспіль з загальною різницею м'ячів 14-3. Одним з цих матчів був виїзд до Німеччини, де англійці перемогли принципового суперника з найбільшим в історії рахунком — 5-1. Хет-трик на рахунку Майкла Оуена. В підсумку перед останнім туром англійці йшли на першому місці в групі, випереджаючи Німеччину за різницею м'ячів і для кваліфікації на турнір їм достатньо було всього лише вдома обіграти одного з аутсайдерів відбору збірну Греції. Проте гра вийшла дуже навдалою. Англійці програли 0-1 перший тайм, а після перерви на гол Тедді Шерінгема греки за дві хвилини забили гол у відповідь. Німці несподівано зіграли унічию з фінами, тому Англії також достатньо було зіграти внічию. Але гості виглядали впевненіше, а господарі не показували нічого небезпечного окрім штрафних у виконанні Бекхема. Проте на останній хвилині матчу до м'яча знову підійшов Девід Бекхем і цього разу його удар зі штрафного був точним, завдяки чому Англія напряму потрапила до чемпіонату світу 2002 року.
На мундіалі збірна Англії у групі перемогла 1-0 інших принципових суперників — збірну Аргентини, не дозволивши їм вийти з групи. Проте інші два матчі англійці завершили в нічию і вийшли в плей-оф лише з другого місця. Там вони з легкістю обіграли збірну Данії, після того, як ще в першому таймі забили три сухі м'ячі. В чвертьфіналі англійцям потрапили чотириразові чемпіони світу збірна Бразилії. Вже на 24-й хвилині англійці забили гол. Еміль Гескі зробив навіс, який невдало прийняв Лусіу і подарував Оуену. Форвард англійців трохи просунувся вперед і пробив повз Маркоса. Це був перший удар по воротах збірної Бразилії в матчі. Проте ще до перерви, в компенсований час, латиноамериканці зрівняли рахунок — Роберто Карлос закинув точним пасом м'яч вперед на Роналдінью, той «розгойдав» Ешлі Коула і видав передачу на Рівалду, який у дотик поклав м'яч у кут воріт Сімена. А вже на 5-й хвилині другого гри Роналдінью чудово виконав штрафний. М'яч навісом полетів у дальній кут воріт англійців, але Девід Сімен вийшов з воріт і не зміг врятувати свою команду. Однак вже за 7 хвилин суддя матчу мексиканець Феліпе Рамос вилучив автора останнього голу за грубий фол проти Денні Міллза. Маючи на одного гравця більше, англійці так і не створили гольовий момент і Бразилія вийшла у півфінал, а пізніше стала переможцем турніру.

Склади і тактичі схеми збірних Англії та Португалії у чвертьфіналі чемпіонату Європи 2004 року. Ештадіу да Луж. 24 червня 2004 року

Відбіркову кампанію до Євро-2004 збірна Англії пройшла досить легко. Вона не програла жодного матчу і зайняла перше місце в групі, випередивши на одне очко збірну Туреччини. У фінальній частині острів'яни продовжили вдалу гру в груповому раунді. В першому матчі групи вони по грі перегравали діючих володарів трофею збірну Франції — Френк Лемпард на 37 хвилині забив перший гол, а у другому таймі Девід Бекхем не реалізував пенальті. Гра підходила до логічного завершення, проте в додатковий час Зінедін Зідан забив два м'ячі і приніс нелогічну перемогу французам. Незважаючи на прикру поразку в першому матчі, англійці продовжили вдалі виступи і в наступних двох матчах розгромили збірні Швейцарії (3-0) та Хорватії (4-2), завдяки чому вийшли з групи з другого місця.
В плей-оф першим суперником стали господарі турніру збірна Португалії. Збірній Англії пощастило на самому початку матчу — після удару від воріт м'яч несподівано відскочив від голови португальського гравця і потрапив прямо до Майкла Оуена, який пробив з ходу і забив гол. Але вже у середині першого тайму 18-річний Вейн Руні зазнає травму і замість нього на полі з'явився нападник «Астон Вілли» Даріус Вассел. У другому таймі практично повна перевага була на боці господарів поля, проте забити гол не вдавалося. У кінці матчі Луїш Фігу покинув поле, а замість нього вийшов Елдер Поштіга, який на 83-й хвилині замкнув ударом головою навіс в штрафну. В самому кінці основного часу матчу після поданого Девідом Бекхемом штрафного м'яч влучає в поперечку, а потім його добиває головою у ворота захисник англійців Сол Кемпбелл. Проте швейцарський арбітр Урс Маєр зафіксував неіснуюче порушення правил і не зарахував гол. Основний час матчу так і завершився з рахунком 1-1. Перший тайм додаткового часу пройшов безрезультатно. А в другій половині Руй Кошта вивів португальців уперед, але вже через кілька хвилин Френк Лампард забив гол у відповідь, перевівши гру в серію пенальті. Першим до 11-метрової позначки підійшов капітан англійської збірної Девід Бекхем і не забиває другий свій пенальті на турнірі, пробивши настільки невдало, що український коментатор Дмитро Джулай в прямому ефірі сказав знамениту фразу «Боже, який же він бовдур!». Щоправда згодом автор другого м'яча португальців Руй Кошта не забив пенальті і зрівняв шанси збірних. В підсумку героєм матчу став голкіпер збірної Португалії Рікарду Перейра, який спочатку відбив пенальті від Вассела, а потім сам забив вирішальний м'яч у ворота Девіда Джеймса, що вивів португальців до півфіналу домашнього Євро.

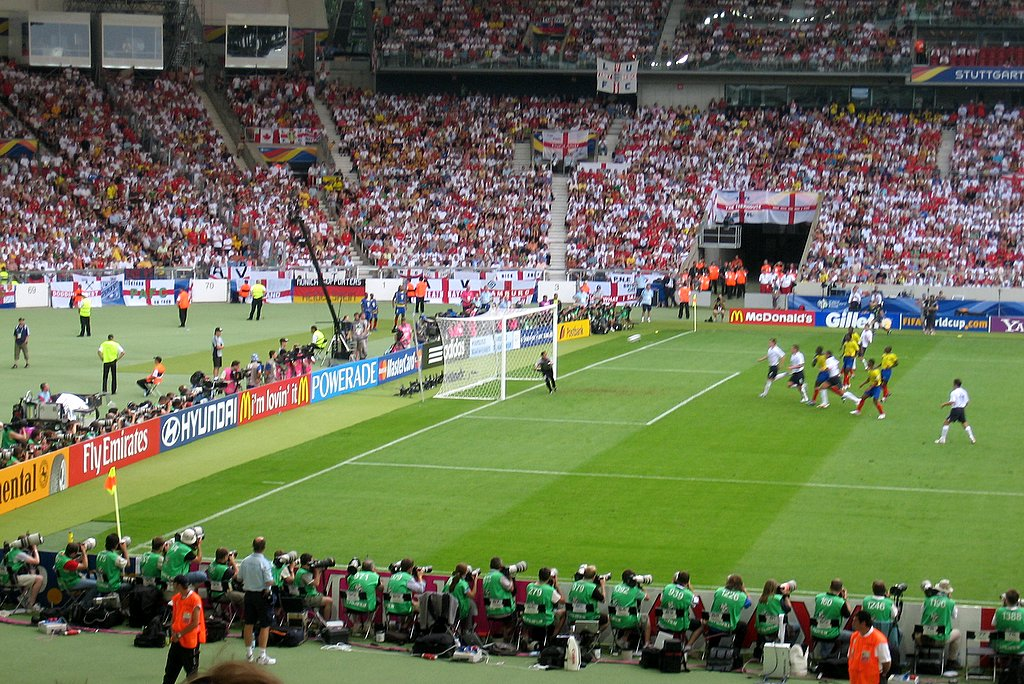
Гол Девіда Бекхема зі штрафного у ворота збірної Еквадору в 1/8 фіналу чемпіонату світу 2006 року. Штутгарт, 25 червня 2006 року

Кваліфікаційний раунд до чемпіонату світу 2006 року розпочався для англійців несподіваною нічиєю 2-2 проти збірної Австрії.Британці на 70 хвилину матчу вели з рахунком 2-0, проте за дві хвилини примудрились пропустити два м'ячі. Щоправда подальші ігри показали випадковість цієї нічиї — наступні шість кваліфікаційних ігор англійці виграли з загальним рахунком 12-1. Після чого завдяки голу Девіда Гілі несподівано програли своїм традиційним сусідам збірній Північної Ірландії з рахунком 0-1. Це поразка дозволила збірній Польщі, яка протягом турніру втратила очки лише в програному матчі проти англійців, обійти Англію і вийти на перше місце в групі. Тому в матчі проти поляків, що проходив на «Олд Траффорд» і був останнім в групі, збірній Англії була необхідна перемога. Обмінявшись голами перед перервою, англійці довго не могли забити переможний гол і мали всі шанси повторити ситуацію в кваліфікації до чемпіонату світу 1974 року, проте на 80 хвилині Френк Лемпард зумів забити вирішальний гол і вивів збірну Англії з першого місця на третій поспіль мундіаль.
На турнірі англійці потрапили в досить просту групу, з якої майже без проблем вийшла в плей-оф — перемоги «на класі» над збірними Парагваю (1-0) та Тринідаду і Тобаго (2-0), а також втрачена на 90-й хвилині матчу перемога над збірною Швеції, яка все одно дозволила англійцям з першого місця вийти у плей-оф. Там вони зустрілися зі збірною Еквадору. В напруженому матчі з достатньою кількістю моментів біля обох воріт єдиний гол на 60 хвилині матчу зі штрафного забив Девід Бекхем, який і вивів британців у чвертьфінал, де на них чекало повторення чвертьфіналу останнього Євро. Знову основний і додатковий час матчу завершились у нічию, щоправда цього разу у безгольову, а в серії післяматчевих пенальті героєм знову став голкіпер португальців Рікарду Перейра, який взяв три пенальті (від Френка Лемпарда, Стівена Джерарда та Джеймі Каррагера) і вивів свою збірну до півфіналу турніру. Ця гра стала останньою для Свена-Йорана Ерікссона.. Ще 23 січня 2006 року він заявив, що покине збірну після останнього матчу на турнірі, попри те, що контракт з ФА завершувався лише 2008 року. Основними причинами такого рішення стали скандальні історії, які переслідували тренера збірної Англії весь час. Так, у 2002 році він, підтримуючи любовні стосунки з Ненсі Дель'Оліо, мав роман з телеведучою Ульрікою Йонссон та танцівницею Джейн Коннері, а на початку 2006 року Ерікссон розповів ряд пікантних подробиць журналісту News of the World, який замаскувався під арабського шейха, що бажає придбати один із англійських клубів. У зв'язку з цим ще навесні 2006 року основними претендентами на посаду тренера стали Сем Еллардайс, Алан Кербішлі, Мартін О'Ніл, Луїс Феліпе Сколарі та Стів Макларен. Спершу почалися переговори щодо прийняття збірної Англії після завершення мундіалю в Німеччині з Луїсом Феліпе Сколарі, який у 2002 році зі збірної Бразилії, а 2004 і 2006 зі збірною Португалії вибивав англійців з міжнародних турнірів. Проте бразилець відмовився від посади. Тому 4 травня 2006 року був підписаний чотирирічний контракт зі Стівом Маклареном, який був найкращим менеджером «Мідлсбро» за всю їх історію.. За характер свого призначення Макларен отримав прізвисько «Стів Другий Вібир» (англ. Second Choice Steve). Це призначення отримало високу оцінку збоку колишніх футболістів, зокрема Алана Хансена, сера Алекса Фергюсона і сера Тревора Брукінга. Тим не менш, більшість вболівальників Англії були незадоволені вибором ФА.

## Провал кваліфікації до Євро-2008 (2006—2007)

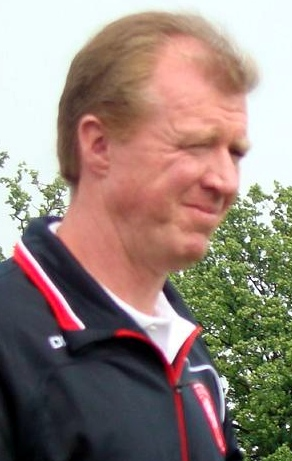
Стів Макларен — тренер збірної Англії у 2006—2007 роках.

Стів Макларен взяв на себе управління збірною 1 серпня 2006 року. Він відразу змінив весь персонал збірної. Так, популярний колишній тренер збірної Англії Террі Венейблс був призначений помічником Макларена, а відомий публіцист Макс Кліффорд став помічником у співпраці зі ЗМІ. Крім того, Макларен провів перестановки і в самій команді. Капітаном команди став Джон Террі, який на той момент вже зіграв за збірну 24 гри. Новий тренер з цього приводу сказав: «Я переконаний, що Террі буде одним з найкращих капітанів Англії в історії». Крім того зі збірної були виключені ветерани Сол Кемпбелл, Девід Джеймс та, навіть, колишній капітан Девід Бекхем, щоправда Макларен заявив, що існує шанс, що Бекхем може повернутись до збірної, якщо буде демонструвати хорошу гру в клубі.
Збірна Англії під керівництвом нового тренера почала кваліфікацію до Євро-2008 з двох перемог, але після цього справи пішли невдало: нульові нічиї зі збірними Македонії та Ізраїлю, а також поразка від Хорватії в Загребі з рахунком 0-2 (одним з м'ячів став автогол Гаррі Невілла, передачу назад якого в простій ситуації не зумів зупинити воротар англійців Пол Робінсон). Після цього Англія опустилась на четверте місце в групі. В травні 2008 року до збірної був повернений Девід Бекхем, а збірна виграла п'ять матчів поспіль з однаковим рахунком 3:0, що повернуло англійцям шанс на вихід у фінальну частину Євро-2008. Втім, збірна Англії програла 1-2 ключовий матч збірній Росії в Москві і, здавалось, втратила шанси на вихід з групи. Проте несподівано росіяни програли 1-2 матч наступного туру збірній Ізраїлю і англійці отримали реальний шанс на здобуття «прохідного» другого місця. Для цього їм було необхідно не програти на «Вемблі» невмотивованим хорватам, які вже зайняли перше місце групи. Несподівано в першому таймі англійці пропустили два м'ячі, але на початку другого зусиллями Френка Лемпарда і Пітера Крауча зрівняли рахунок. Такий рахунок влаштовував обидві команди, тому небезпеки біля воріт обох збірних майже не було, але несподіваний дальній удар Младена Петріча застав зненацька воротаря англійців Скотта Карсона, який пропустив цей несильний дальній удар. За останні хвилини англійцям так і не вдалося зрівняти рахунок і збірна Англії вперше за 24 роки і допоки востаннє не кваліфікувалася на чемпіонат Європи. На наступний день, 22 листопада 2007 року ФА провела екстрену нараду, на якій Макларен був відсторонений від посади разом зі своїм помічником Террі Венейблсом. Період перебування на посаді Макларена стало найкоротшим серед усіх тренерів збірної Англії на сьогоднішній день і включало в себе лише 18 ігор протягом 16 місяців.

## Тренерство Фабіо Капелло (2007–2012)

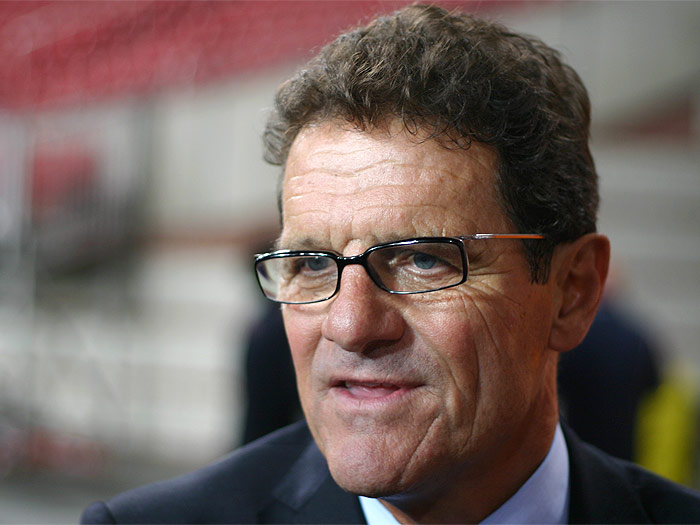
Фабіо Капелло — тренер збірної Англії з 2007 по 2012 роки

Новими претендентами на посаду тренера збірної Англії стали Жозе Моурінью, Марчелло Ліппі, Фабіо Капелло і Мартін О'Ніл. 14 грудня 2007 було оголошено, що новим тренером збірної стане Фабіо Капелло. За оцінками, його зарплата становила 6 мільйонів фунтів стерлінгів у рік. Контракт був підписаний Капелло лише після того, як він добився від керівників ФА самому призначити собі помічників, якими стали Італо Гальбьяті (другий тренер), Франко Танкреді (тренер воротарів), Массімо Нері (тренер з фізичної підготовки) і Франко Бальдіні (генеральний менеджера). 6 лютого 2008 року Англія зіграла свій перший матч під керівництвом Капелло і перемогла з рахунком 2-1 збірну Швейцарії.
Англія розпочала кваліфікацію до чемпіонату світу 2010 перемогою з рахунком 2-0 над збірною Андорри Через чотири дні Англія грала зі збірною Хорватії, через яку англійці втратили путівку на Євро-2008. Англія розгромила суперника з рахунком 4-1, хет-трик оформив Тео Волкотт. Після цього були перемоги над збірними Казахстану (5-1) та Білорусі (3-1). Такий старт у кваліфікації став найкращим для англійців за весь час. Продовження було теж вдалим — збірна Англії виграла вісім з восьми матчів з загальним рахунком 31-5 і за два тури до завершення відбору достроково кваліфікувалася на мундіаль. В передостанньому турі Англія програла 0-1 збірній Україні, яку влаштовувала тільки перемога (інакше їх би випереджала Хорватія), що викликало чутки про можливу «здачу» матчу, щоб не дати вийти на чемпіонат світу хорватам. В останньому матчі збірна Англії перемогла з рахунком 3-0 білорусів, і зайняла першу сходинку у групі з 34 голами, що на 6 більше за збірну Іспанії, яка зайняла за цим показником друге місце у відборі. У травні 2010 року Капелло заявив, що після завершення роботи з Англією, завершить тренерську кар'єру

Незарахований гол Френка Лемпарда у ворота збірної Німеччини на чемпіонаті світу 2010 року. Блумфонтейн, 27 червня 2010 року

На чемпіонаті світу в ПАР англійці почали з нічиєї проти збірної США. Швидкий гол Стівена Джерарда нівелювався помилкою воротаря англійців Роберта Гріна, який не спіймав несильний удар Клінта Демпсіа. В підсумку матч так і закінчився з рахунком 1-1. Після матчу англійський таблоїд Daily Mirror жартівливо написав: «Після пропущеного голу Грін хотів схопитись за голову, але промахнувся», а сам воротар більше жодного разу не виходив у складі збірної Англії. В другому матчі, у якому на ворота повернувся 40-річний ветеран Девід Джеймс, англійці не змогли забити аутсайдеру групи збірній Алжиру. І лише завдяки перемозі 1-0 над збірною Словенії, англійці змогли вийти з групи з другого місця. В плей-оф на англійців чекала зустріч з принциповим суперником збірною Німеччини. Німці до 32 хвилини забили два м'яі, але на 37 хвилині Метью Апсон відіграв один м'яч. Після чого стався найсуперечливіший момент гри — на 39 хвилині Френк Лемпард пробив по воротах. М'яч влучив в поперечину і опустився за лінією воріт, після чого вилетів назад в поле. Попри це, уругвайський рефері Хорхе Ларіонда не зафіксував взяття воріт, яке б дозволило англійцям встановити нічийний рахунок 2-2. Після матчу, при перегляді повтору, арбітр був приголомшений помилкою і зміг сказати лише «О, Боже!», а британська преса обурювалися з приводу скасування гола Лемпарда і порівнювала цей момент з переможним м'ячем Джеффрі Херста у фіналі чемпіонату світу 1966 року. В підсумку, у другому таймі німці зусиллями Томаса Мюллера забили ще два м'ячі. Через що англійці, вперше з 1954 року, пропустили 4 голи у розіграшах світових першостей і вилетіли з раунду плей-оф вже у 1/8 фіналу. Незважаючи на невдалий результат, Капелло заявив, що не хоче залишати посаду тренера збірної Англії 2 липня футбольна асоціація Англії ухвалила рішення залишити Капелло на чолі збірної до завершення Євро-2012.
У кваліфікації до Євро-2012 збірна Англії розпочала з двох перемог, після чого зіграла внічию 0-0 з відкриттям кваліфікації збірною Чорногорії, яка будучи «посіяною» з останнього, п'ятого кошика, перемогла у трьох перших матчах кваліфікації. Після чого англійці перемогли 2-0 сусідів з Уельсу, а в 5 турі знову зіграли в нічию 2-2, цього разу зі збірною Швейцарії, програючи по ходу матчу з рахунком 0-2. Завдяки цій нічиїй чорногорці змогли зрівнятися з англійцями за кількістю очок, які втратили одноосібне лідерство. Проте, перемоги збірної Англії в двох наступних матчах та поразка збірної Чорногорії дозволили англійцям достроково за тур до завершення відбору кваліфікуватись на Євро-2012. В останньому турі невмотивована збірна Англії зіграла в нічию 2-2 з чорногорцями, завдяки чому балканці змогли посісти друге місце в групі і вийти в раунд плей-оф, відставши від англійців на 6 очок.

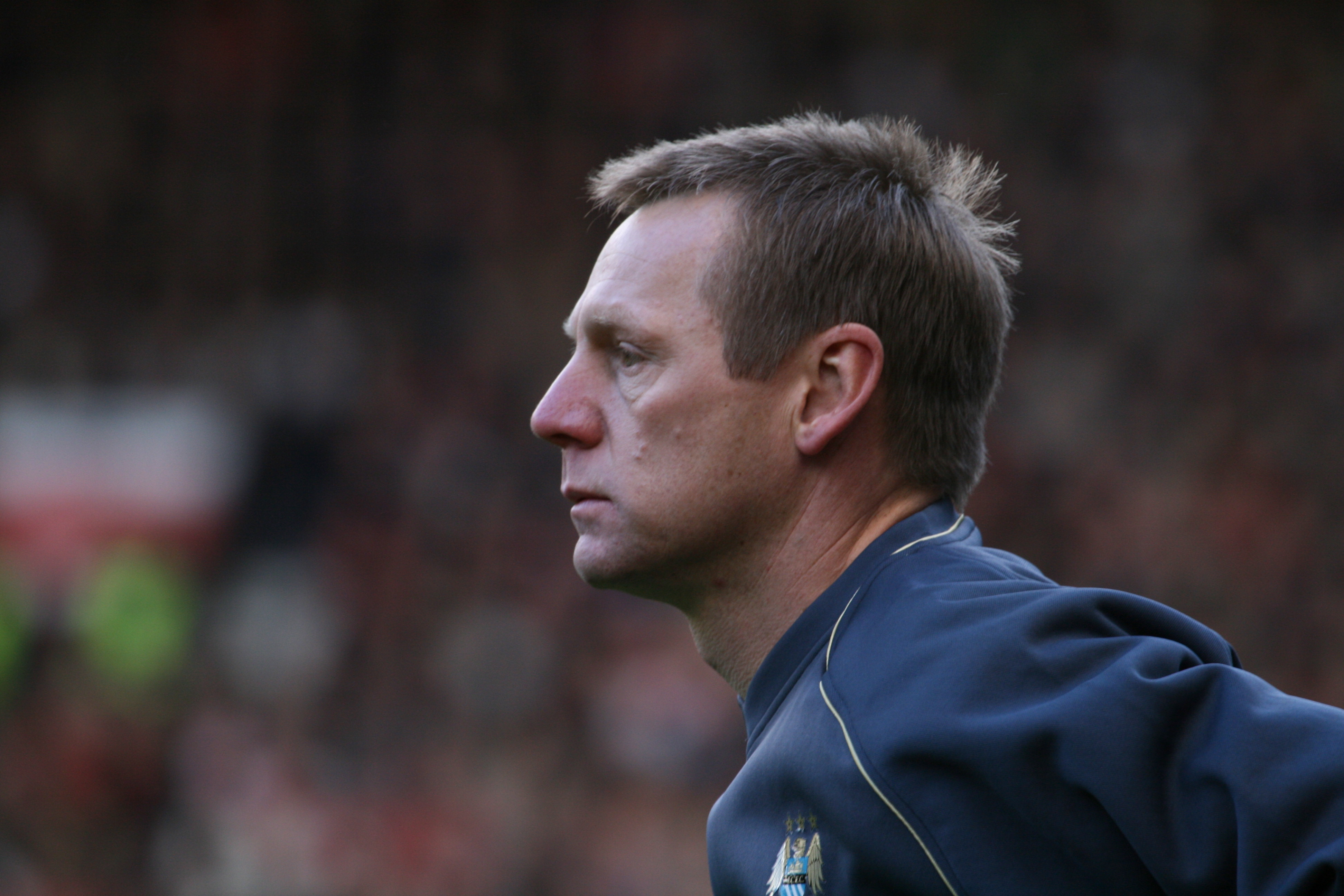
Стюарт Пірс — виконувач обов'язків тренера збірної Англії в 2012 році

У кінці 2011 року стало відомо, що капітан збірної Англії Джон Террі має відповісти перед судом за расистські вислови. 1 лютого 2012 року Террі з'явився в суд, де йому пред'явили звинувачення в расизмі. Неналежними стали висловлювання Террі на адресу футболіста клубу «Квінс Парк Рейнджерс» Антона Фердинанда. Інцидент, що став предметом розслідування, стався 23 жовтня 2011 під час матчу «Квінс Парк Рейнджерс» і «Челсі», який закінчився поразкою «Челсі» з рахунком 0:1. Після гри Фердинанд заявив, що Террі висловив на його адресу расистські образи. Нібито він назвав Ентоні «йоб*ною чорною пи*дою» (англ. fucking black cunt). Через це, вже на початку лютого, Джон Террі був позбавлений капітанської пов'язки в збірній Англії. Таке рішення ухвалив голова Асоціації футболу Англії Девід Бернстайн. Попри це, тренер Фабіо Капелло відразу заявив, що Террі залишиться капітаном, поки не буде винесено остаточний вердикт суду. Стало відомо, що італійський спеціаліст спеціально прилетить в Англію, щоб розібратися з питанням капітанської пов'язки в збірній. Ця зустріч, що відбулася 8 лютого 2012 року і тривала понад годину, завершилася відставкою Капелло. За однією з версій звільнений тренер після зустрічі заявив: «Вони дійсно образили мене, поставивши під сумнів мій авторитет на чолі збірної Англії, що створило проблеми для команди. Я ніколи не терпів подібного, тому рішення про відхід з поста наставника збірної Англії далося мені легко». Вже наступного дня стало відомо, що виконувачем обов'язків тренера став тренер молодіжної збірної Англії та олімпійської збірної Великої Британії Стюарт Пірс, який вивів збірну на наступний матч проти збірної Нідерландів, що відбувся 29 лютого 2012 року. У матчі до 85 хвилини англійці програвали з рахунком 0-2, проте за останні п'ять хвилин Гарі Кехілл та Ешлі Янг зрівняли рахунок, але вирішальне слово залишилось за «помаранчевими» — у додатковий час Ар'єн Роббен забив вирішальний гол і вирвав перемогу для своєї збірної. Ця гра стала єдиною для Пірса на чолі збірної.

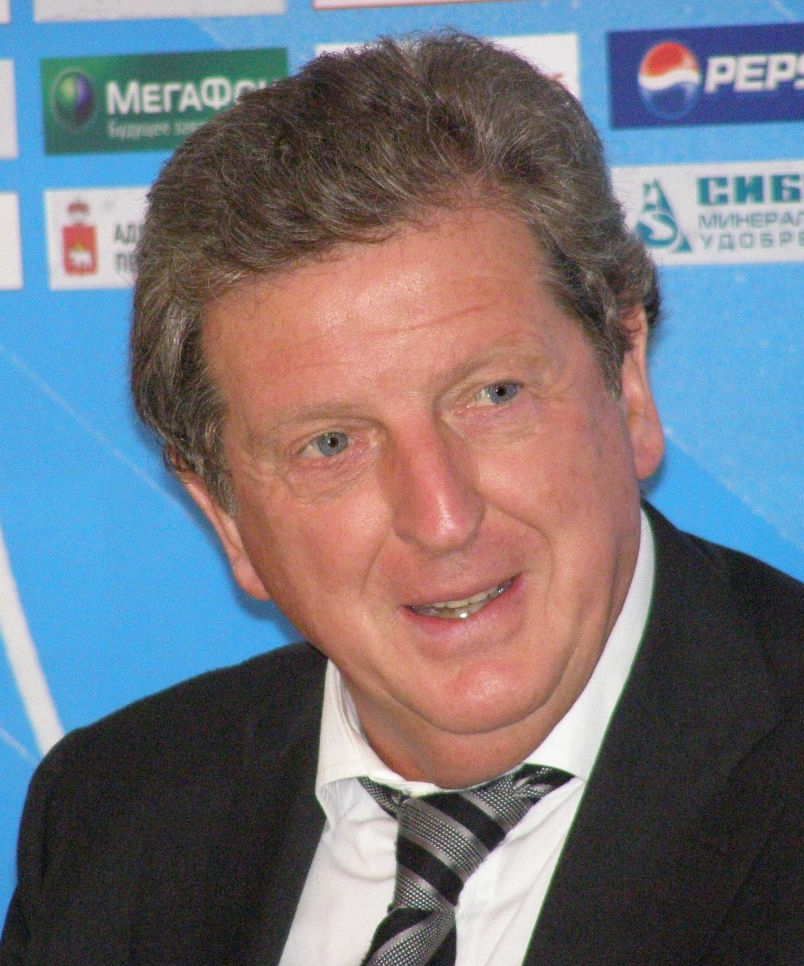
Рой Ходжсон — тренер збірної Англії з 1 травня 2012 року

З березня ФА намагалася знайти спеціаліста, що працюватиме на посаді тренера. Називався цілій ряд кандидатів: Гаррі Реднап, Стюарт Пірс, Рой Ходжсон, Террі Венейблз та інші. Крім того, в посаді головного тренера був зацікавлений і Гус Хіддінк, попри те, що ФА заявила, що наступним тренером має стати англієць. Проте, більшість англійських футболістів і тренерів, зокрема Алекс Фергюсон, Вейн Руні, Гарі Лінекер, Алан Ширер, Мартін Кіоун, Ніл Ворнок, заявили, що Реднап — найкращий варіант. Саме з ним, та «Тоттенгем Готспурс», з яким Гаррі був зв'язаний контрактом, асоціація довго проводила переговори, але так і не змогла домовитись через надвисокі вимоги «шпор», які вимагали заплатити за звільнення Реднап від контрактних обов'язків з клубом 10 млн фунтів.
1 травня 2012 року, за 38 днів до початку Євро, ФА нарешті визначилася з новим тренером — ним став тренер «Вест Бромвіч Альбіон» Рой Ходжсон, з яким було підписано контракт на чотири роки. Рой став першим в історії збірної Англії тренером, який мав на момент призначення досвід роботи на рівні збірних — у 1992–1995 він керував збірною Швейцарії, яку вперше за понад 25 років вивів збірну на чемпіонат світу 1994 року та чемпіонат Європи 1994 року.

## Наш час (2012—)
На Євро-2012 англійці потрапили у групу D разом зі збірними України, Франції та Швеції. Крім того, влітку 2012 року збереться вперше з 1974 року Олімпійська збірна Великої Британії, у складі якої значна кількість англійців. Це буде зроблено для участі в домашніх Олімпійських іграх 2012 року. Тому Футбольна асоціація офіційно заявила, що гравці збірної Англії, які візьмуть участь у чемпіонаті Європи, не зможуть зіграти за збірну Великої Британії на Олімпіаді в Лондоні. У кваліфікації на чемпіонаті світу в Бразилії англійці потрапили у групу G разом зі збірними Чорногорії, України, Польщі, Молдови та Сан-Марино.